# Mixtape "10"
Mixtape "10" utkom 2008 och är ett musikalbum och mixtape av Ken Ring och mixat av Dj 2Much.

## Låtlista
1. Intro
2. Fuck U
3. Håll Huvudet Högt (feat. Dawouid)
4. Jag Vet (feat. Tommy Tee)
5. Ouff
6. Det Ordnar Sig Till Slut
7. Spräng Regeringen 2008 (feat. Pigge)
8. Clubbish (feat. Tommy Tee)
9. For U I Ride (feat. Steele)
10. Outro
11. Intro
12. Uppstår
13. Hässelby starten
14. Fly Away (feat. Jaouli och Dawouid)
15. Fuck Snuten (feat. Tommy Tee)
16. Nu Faller Hon Vila i Frid (feat. Pigge)
17. BetongKyss
18. Drömmen Från Förorten (feat. Grency Ayala)
19. Varför (feat. Tommy Tee)
20. Nu När Du Inte Finns (feat. Medina)